# Фернандо Фернандес Ескрібано
Фернандо Мігель Фернандес Ескрібано (ісп. Fernando Miguel Fernández Escribano, нар. 2 червня 1979, Малага) — іспанський футболіст, що грав на позиції півзахисника, зокрема за «Реал Бетіс», а також молодіжну збірну Іспанії. По завершенні ігрової кар'єри — тренер.

## Клубна кар'єра
Народився 2 червня 1979 року в Малазі. Вихованець футбольної школи місцевого однойменного клубу. Дорослу футбольну кар'єру розпочав 1996 року в її основній команді, за яку протягом двох сезонів взяв участь у 14 матчах третього дивізіону Іспанії. 
1998 року талановитого юнака запросив до своїх лав «Реал Мадрид». Протягом наступних років він грав за «Реал Мадрид C» та «Реал Мадрид Кастілья», а свою єдину гру за головну команду «вершкових» у Ла-Лізі Фернандо провів 2000 року.
Того ж 2000 року перейшов до команди «Реал Вальядолід», у складі якої на наступні два роки став вже основним гравцем на рівні найвищого іспанського дивізіону. Влітку 2002 року перебрався до клубу «Реал Бетіс», де також став гравцем основного складу. 2005 року допоміг команді із Севільї виграти Кубок Іспанії, а загалом відіграв у її складі шість сезонів.
2008 повернувся до рідної «Малаги», що вже також змагалася в Ла-Лізі. Відіграв за неї три роки.
Влітку 2011 залишив «Малагу» і провів півроку без клубу, а в лютому наступного року знайшов варіант продовження виступів на полі в угорському «Діошдьйорі», за який і відіграв останні півтора роки ігрової кар'єри.

## Виступи за збірну
2001 року провів чотири гри за молодіжну збірну Іспанії.

## Кар'єра тренера
Розпочав тренерську кар'єру невдовзі по завершенні кар'єри гравця, 2015 року, очоливши команду нижчолігового «Ель Пало».
Протягом 2018–2019 років тренував угорський «Діошдьйор», в якому раніше завершував ігрову кар'єру, а 2020 року увійшов до очолюваного Мануелєм Пеллегріні тренерського штабу клубу «Реал Бетіс».

## Титули і досягнення
- Володар Кубка Іспанії (1):

«Реал Бетіс»: 2004-2005